# Montfort (Pirenéus Atlânticos)
Montfort é uma comuna francesa na região administrativa da Nova Aquitânia, no departamento dos Pirenéus Atlânticos. Estende-se por uma área de 8,45 km². Em 2010 a comuna tinha 182 habitantes (densidade: 21,5 hab./km²).